# Grand Prix automobile du Cap
Le Grand Prix automobile du Cap est une épreuve de course automobile organisée à deux reprises, en décembre 1960 et en janvier 1962. Il fait partie des courses de Formule 1 hors-championnat du monde et comptait pour le Championnat d'Afrique du Sud de Formule 1.
Dans les dernières années de l'entre-deux-guerres, un Grand Prix suivant la réglementation de Formule Internationale se tenait au Cap et portait le nom de Grand Prix de Grosvenor.

## Palmarès
| Année | Vainqueur        | Voiture      | Circuit   | Catégorie | Résultats |
| ----- | ---------------- | ------------ | --------- | --------- | --------- |
| 1937  | Ernst von Delius | Auto Union   | Le Cap    | FGP       | Résultats |
| 1938  | Earl Howe        | ERA          | Le Cap    | FI        | Résultats |
| 1939  | Franco Cortese   | Maserati     | Le Cap    | FI        | Résultats |
| 1960  | Stirling Moss    | Porsche      | Killarney | F1        | Résultats |
| 1961  | Trevor Taylor    | Lotus-Climax | Killarney | F1        | Résultats |